# Myszyniec Stary (przystanek kolejowy)
Myszyniec Stary – zlikwidowany wąskotorowy przystanek osobowy w Myszyńcu Starym na linii kolejowej Spychowo Wąskotorowe – Myszyniec, w powiecie ostrołęckim, w województwie mazowieckim, w Polsce.